# スウェーデンのセックス選手権という都市伝説
2023年6月、スウェーデン政府がセックスはスポーツであると宣言し、ヨーロッパで史上初のセックス選手権を開催したという報道が流れたが、誤りである。
当時は様々なWebメディアやSNSで、「スウェーデンが史上初のセックス選手権を開催」、「スウェーデンは公式にセックスがスポーツであると認定した」というふれこみで、スウェーデンがセックス選手権を開催したというニュースが流れた。記事によれば、そのセックス選手権には「フェラチオ部門」などのカテゴリがあり、世界中から参加者がスウェーデンに集まった。

## 報道
このセックス選手権を報じた最初期のメディアとして、スペインのマルカ、グリークシティ・タイムス(Greek City Times)、カナダのビーコン・ヘラルド(The Beacon Herald)、南アフリカのインデペンデント・オンライン（IOL）、パルス・ナイジェリア、ドイツのRTLテレビジョン、パキスタンのMMnewsなどがある。スペインのスポーツ紙マルカは、その国を代表するであろう参加者の一覧を掲載しており、「様々な国から出場する20名が選手権を争う。5点から10点の持ち点をもつ審査員たちと、一般視聴者がその勝者を決定する」。さらに別の記事では、選手権のルールを詳細に解説しているが、正規の情報源は明かされず、そのような選手権があることの証拠もないままだった。インドの英語放送CNBC TV18は、「スウェーデン・セックス選手権」の運営団体にコンタクト可能だというメールアドレスも明らかにしながら、個人がこの選手権に参加する方法を「詳細に」報じた。タイムズ・オブ・インディアは、「スウェーデンが近々ヨーロッパ・セックス選手権を主催」と報じ、トーナメントのルールについて解説するとともに参加者にとってカーマ・スートラがおおいに役に立つだろうと解説した。

## 影響
このようなミスリーディングな報道がでたことで、スウェーデンのセックス選手権は特にソーシャルメディアで大きな注目を集め、議論を巻き起こした。SNSのユーザーの反応は、単純な好奇心をもったと思しきものから懐疑的なものまでさまざまだった。その後このセックス選手権は都市伝説であることがわかるのだが、当時はバングラデシュのハッカーグループでエクスプロイトによるサイバー攻撃で知られた「Mysterious Team Bangladesh」は、他のハッカー集団と共同で、俳優たちにセックス選手権に参加するようサイバー攻撃を利用して脅迫する「オプスウェーデン作戦（Operation OpSweden）」を予告していた。

## ファクトチェックと訂正
ミスリーディングな記事が拡散されたことをうけ、複数の有名なメディアがファクトチェックをおこない、その内容が虚偽であることを明らかにしている。たとえばロイター、スノープス、クイント（The Quint）、ローカル（The Local）、ドイチェ・ヴェレ、ヒンドゥスタン・タイムズ
（Hindustan Times）、ウィオン（WION）、DNAインディア、Yahooニュース、Factly.in、Newschecker.inなどが報道の信頼性に疑問を呈している。

### 背景
2023年1月、スウェーデン紙「ヨーテボリ・ポステン」（Göteborgs-Posten）は 、ドラゴン・ブラチク（Dragan Bratic）という名で、複数のストリップ・クラブを経営するスウェーデン人を取り上げている。ブラチクは性行為をスポーツに分類することを長年主張しており、またスウェーデンスポーツ連盟に、セックスのための協会を組織するための加盟を申請していた。スウェーデンスポーツ連盟は、3月に彼の申請を「優先順位が低い」と申請を却下している 。
スウェーデンスポーツ連盟も、セックス連盟の代表を名乗る人物が加盟申請を行ったことは認めている。一方でそのような団体とは提携も協力関係もないことから、加盟を承認しなかった、とも述べている。さらに、スウェーデンが国家としてセックスがスポーツであることを宣言したことがはない、とも明言している。
申請が却下されたにもかかわらず、ブラチクによる未登録の団体「スウェーデンセックス連盟（Swedish Sex Federation）」は、セックス選手権を開催する意向を表明した。ドイツ語メディアのドイチェ・ヴェレによせられたステートメントによると、同団体のヨーロッパ選手権の開催費用はすべて、団体の自己資金とボランティアによってまかなわれるものである。またスウェーデンスポーツ連盟も、この団体とはいかなる支援も関係性もないことをスポーク巣パーソンを通じて明らかにしている。
CNBC系列のインドの報道機関は、個人がこのイベントに参加するための方法について、選手権へコンタクトするためのメールアドレスも明らかにしながら詳細に報じている。「スウェーデンセックス選手権」(Swedish Sex Federation)というタイトルのWebサイトも、ページとしては実在していたが、ポルノサイトにリダイレクトされていた。2023年6月の時点で、このWebサイトは「トーナメント」に向けたカウントダウンを行い、当日のライブストリーミングを行うと予告までしていた。
スウェーデンスポーツ連盟は、スポークスパーソンのアンナ・セツマンを通じて、国際的に誤った情報が拡散されてしまうことについての懸念を表明している。特に彼女の懸念は、スウェーデンスポーツ連盟にセックス連盟なる団体が加盟をしているという事実はまったくなく、誤った情報が広まってしまう背景にはスウェーデンのスポーツやスウェーデンそれ自体の評価を毀損する意図があることを憂慮するものだった。
ファクトチェックをおこなったメディア、ドイチェ・ヴェレは、スウェーデンセックス連盟の創設者ブラチクによる、正式な加盟団体へ割り当てられたスウェーデン政府からの20億スウェーデン・クローナにおよぶ補助金をまったく受け取ることができないことへの落胆の声も伝えている。

## 初期報道の撤回
一部のメディアは、この騒動が都市伝説あるいはジョークによることが判明したために、初期の報道を撤回している。一方でインディア・トゥデイ、タイムズ・オブ・インディア、インデペンデント・オンライン（IOL）、インドのレイテストリー(Latestly)、マルカなどは初期の記事が撤回されることなく公開されたままだった。インドのファーストポストやインドTV（India TV）、デカンヘラルドなども訂正記事は出していない。